# Un tocco di classe
Un tocco di classe (A Touch of Class) è un film di Melvin Frank del 1973.

## Trama
Steve, un americano felicemente sposato che vive a Londra incontra Vicki, una divorziata inglese, e scappa con lei a Marbella per una spensierata settimana di sesso. Dopo un po' di risse furiose i due s'intendono e una volta tornati a casa prendono in affitto un piccolo appartamento a Soho: ma presto quello che era uno spazio di allegria e di avventura inizia a riempirsi di doveri e gelosie come un vero matrimonio.
Allora lui decide di lasciarla, e glielo telegrafa. Poi ci ripensa e corre nell'appartamento, dove scopre che lei li ha precipitosamente lasciati (lui e l'appartamento). Dalla finestra la vede cercare un taxi, la guarda con aria nostalgica e sentimental-melanconica - e si guarda bene dal precipitarsi a fermarla. Lei per parte sua si guarda bene dall'alzare gli occhi verso le finestre dell'appartamento che ha appena abbandonato, e se ne va con passo energico a cercare il suo taxi, scansando con cura quello che potrebbe condividere con un altro giovanotto belloccio e ammogliato.

## Riconoscimenti
- 1974 – Premio Oscar
  - Miglior attrice protagonista a Glenda Jackson
  - Candidatura al miglior film a Melvin Frank
  - Candidatura alla migliore sceneggiatura originale a Melvin Frank e Jack Rose
  - Candidatura alla miglior colonna sonora a John Cameron
  - Candidatura alla miglior canzone (All That Love Went to Wast) a George Barrie e Sammy Cahn
- 1974 – Golden Globe
  - Miglior attore in un film commedia o musicale a George Segal
  - Miglior attrice in un film commedia o musicale a Glenda Jackson
  - Candidatura al miglior film commedia o musicale
  - Candidatura alla migliore sceneggiatura a Melvin Frank e Jack Rose
  - Candidatura alla miglior canzone (All That Love Went to Wast) a George Barrie e Sammy Cahn
- 1974 – Premio BAFTA
  - Candidatura alla miglior attrice protagonista a Glenda Jackson
  - Candidatura alla migliore sceneggiatura originale a Melvin Frank e Jack Rose
- 1974 – Kansas City Film Critics Circle Award
  - Miglior attore protagonista a George Segal
- 1973 – Festival internazionale del cinema di San Sebastián
  - Migliore attrice a Glenda Jackson